# Sabino de Hermópolis
Sabino de Hermopolis (también conocido como Abibus o Phanas) fue un procurador, posible obispo y mártir cristiano de Hermópolis Magna en Egipto. 
Según la tradición, se cree que fue gobernador y obispo, procedente de una familia noble. Durante su obispado, trabajó sin descanso por los más pobres. Durante la persecución de Diocleciano, él y otros cristianos fueron apresados. Sabino fue llevado a Antinópolis, donde fue sujeto de diferentes torturas para posteriormente ser lanzado al Nilo.